# 細矢将司
細矢 将司（ほそや まさし）はTBSテレビ所属のディレクター・演出家。

## 人物
宮城県仙台市出身。宮城県仙台東高等学校、日本工学院専門学校出身。

## 担当番組（現在）
- サンデージャポン
- 有吉ジャポン

## 担当番組（過去）
- さんまのSUPERからくりTV　（ディレクター）
- クイズ!日本語王
- サカスさん
- 爆笑問題VS安住紳一郎 平成ニッポン20年史!
- 有吉ザワールド
- 孤独死ドキュメント 生と死を見つめて
- 爆報! THE フライデー VS サンデージャポン